# 伍德森縣 (堪薩斯州)
伍德森縣（英語：Woodson County，簡稱WO）是美國堪薩斯州東南部的一個縣。面積1,309平方公里。根據美國2000年人口普查，共有人口3,788人。縣治耶茨森特 (Yates Center)。
成立於1855年8月30日，縣政府成立於1858年。縣名紀念州務卿丹尼爾·伍德森。